# Kebnekaise fjällstation

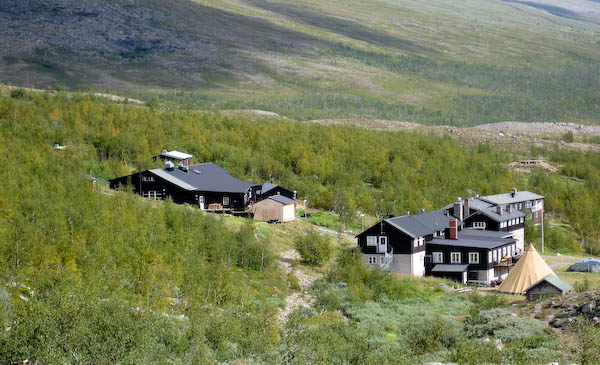
Kebnekaise fjällstation augusti 2009

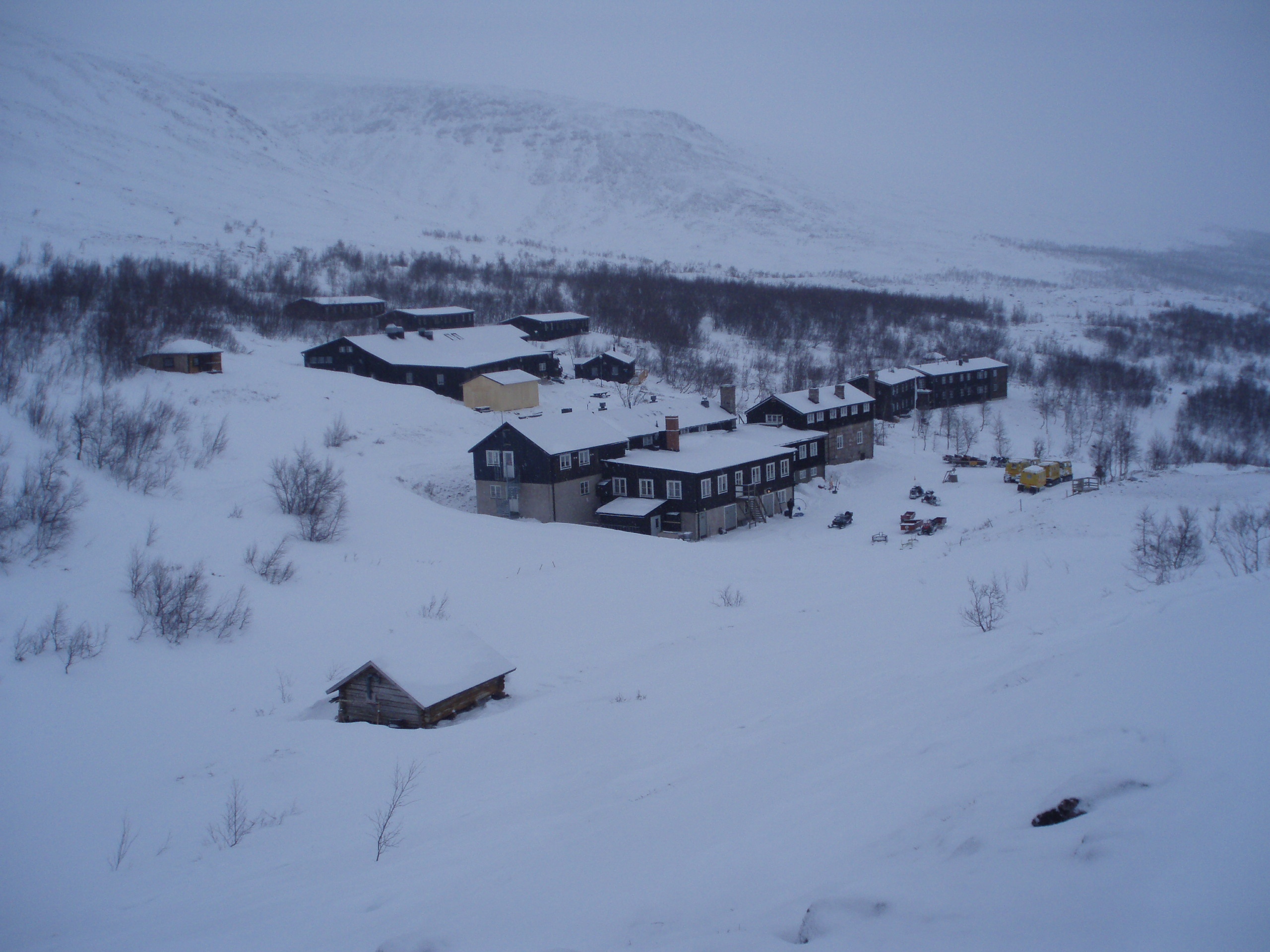
Kebnekaise fjällstation februari 2009

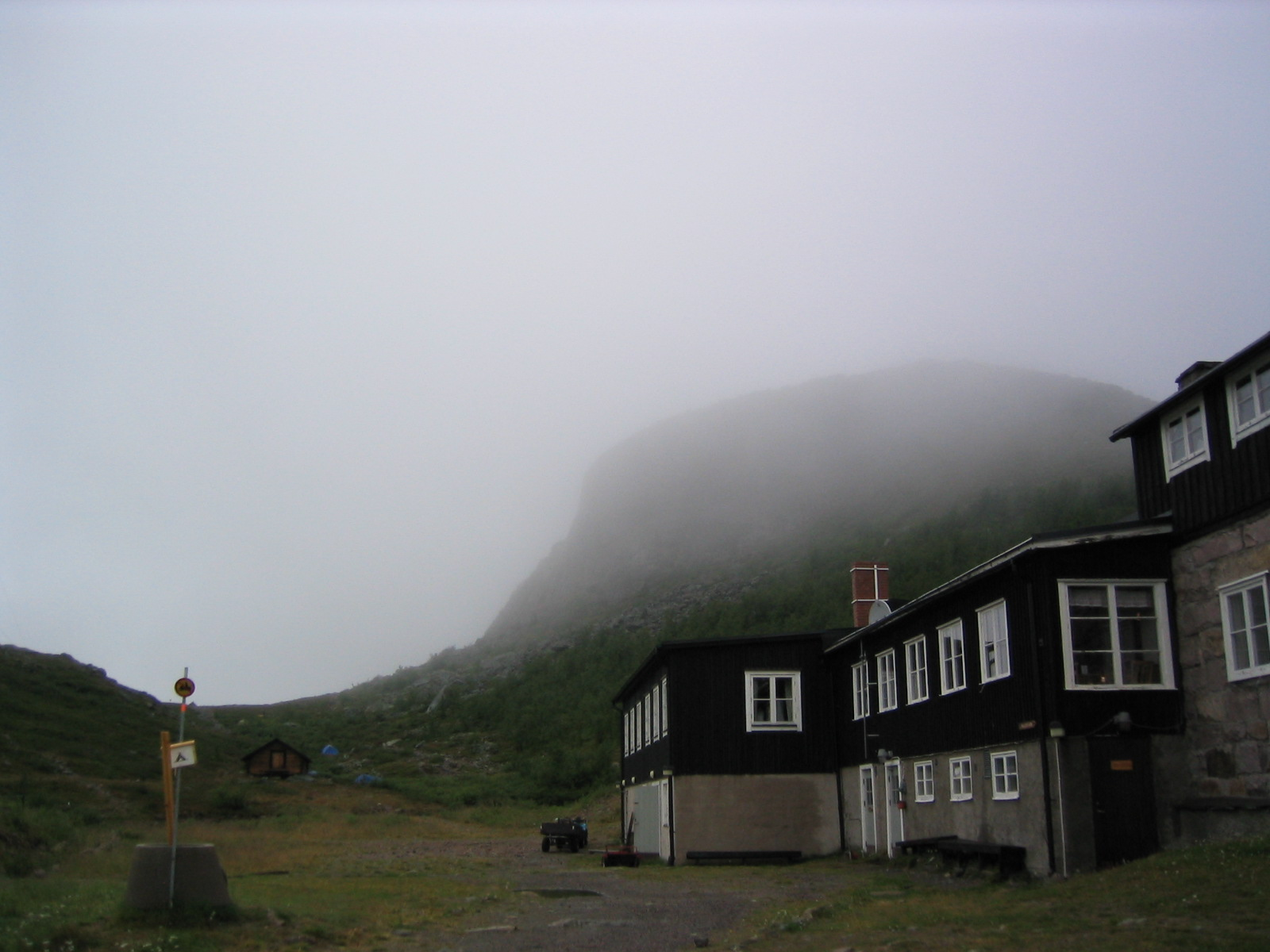
Baksidan

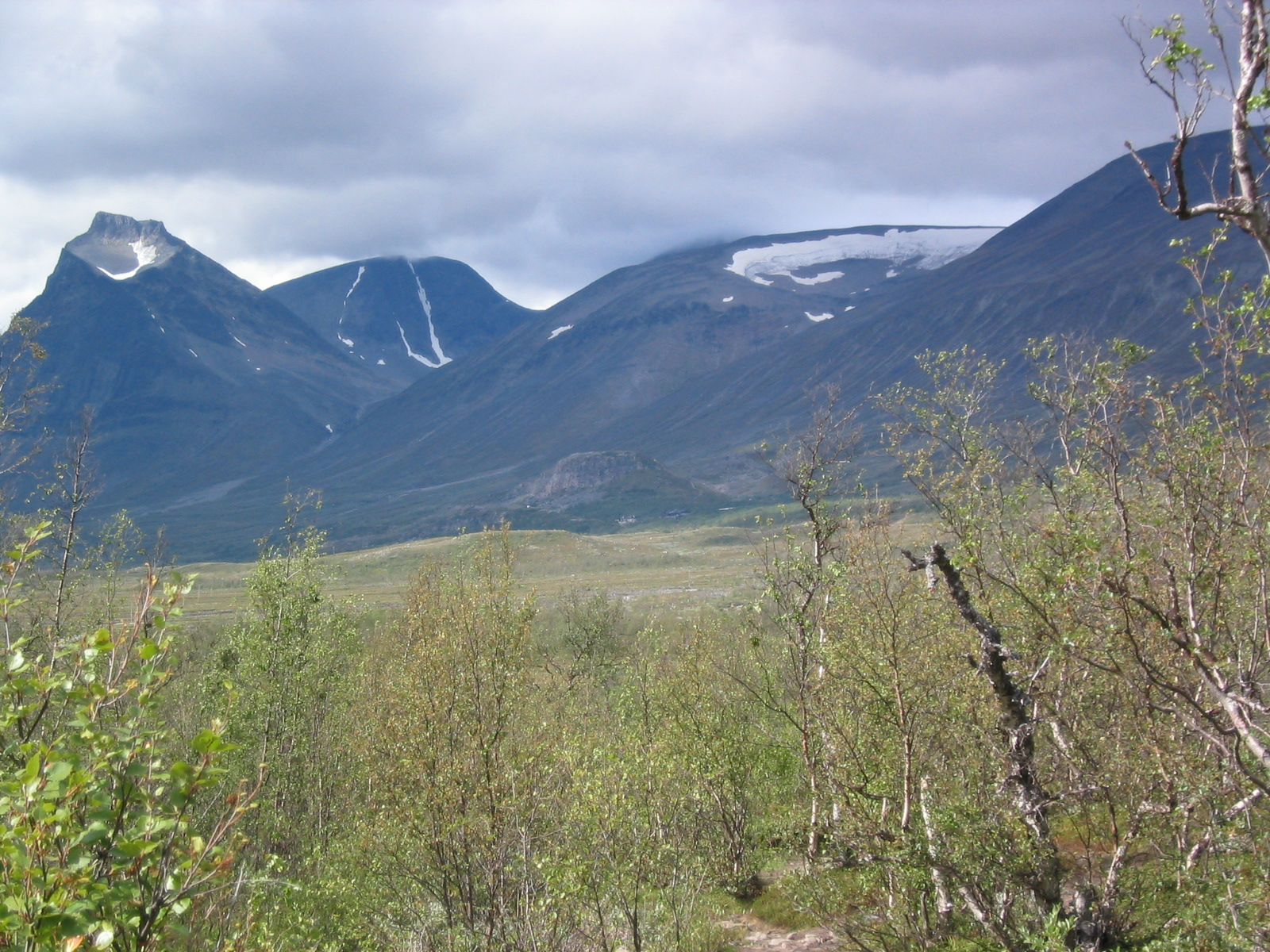
Leden till fjällstationen med den grytformade Tuolpagorni längst till vänster. Fjällstationen syns långt fram i mitten på bilden.

Kebnekaise fjällstation ligger 690 meter över havet och är belägen 19 kilometer väster om Nikkaluokta, som i sin tur ligger cirka 70 kilometer väster om Kiruna. 
Fjällstationen, som drivs av Svenska Turistföreningen (STF), består av en huvudbyggnad och flera tillhörande annex med totalt 220 bäddar.

## Historik
Fjällstationens äldsta byggnad är Kebnekaisestugan, som anlades 1907-1908. Den byggdes i sten efter alpmodell. 1924 byggdes den på med en våning. Under åren 1948-1952 skedde en stor utökning av stationen med flera byggnader. Därefter har den byggts ut 1966, 1978-1979 och 1990-1991.
I huvudbyggnaden finns en restaurang och en affär. I servicebyggnaden finns det bastu, torkrum och självhushållskök.

## Vandringsleder
Det finns leder till Kebnekaise, till Tarfala och till Kungsleden.

## Kommunikationer
Allmän väg slutar i Nikkaluokta och därifrån går en vandringsled på 19 km fram till fjällstationen. På vägen, omkring sex kilometer från Nikkaluokta ligger Kaffekåtan vid Ladtjojaure.